# Den engelske patient (film)
 For alternative betydninger, se Den engelske patient. (Se også artikler, som begynder med Den engelske patient)
Den engelske patient er en Oscar-vindende amerikansk film fra 1996, instrueret af Anthony Minghella.
Filmen er baseret på Michael Ondaatjes roman af samme navn, der vandt Pulitzer-prisen.
I filmen medvirker bl.a. den engelske skuespiller Ralph Fiennes, Juliette Binoche, Willem Dafoe, Kristin Scott Thomas og Naveen Andrews.

## Udvalgte medvirkende
- Ralph Fiennes som Greve László Almásy
- Kristin Scott Thomas som Katherine Clifton
- Willem Dafoe som David Caravaggio
- Juliette Binoche som Hana
- Naveen Andrews som Kip
- Colin Firth som Geoffrey Clifton
- Julian Wadham som Peter Madox
- Jürgen Prochnow som Major Muller